# Candidiano (patriarca)
Candidiano (anche Candiano) (fl. VI-VII secolo) è stato un patriarca cattolico italiano, patriarca di Aquileia.

## Biografia
Alla morte del patriarca Severo, fautore dello scisma dei tre capitoli, fu indetto a Grado, già da alcuni anni sede del patriarcato, il sinodo per l'elezione del successore. Al sinodo intervenne anche l'esarca bizantino Smaragdo. L'esarca, in accordo con papa Bonifacio IV e con l'imperatore Foca, portò con la forza tutti i vescovi presenti a Ravenna. Nella capitale dell'Esarcato impose Candidiano come nuovo patriarca.
Il primo atto del nuovo patriarca fu quello di riabbracciare la fede cattolica e quindi di tornare in comunione con Roma. Egli inoltre mantenne a Grado la sede del patriarcato. Rimessi in libertà i vescovi che avevano partecipato al sinodo, quelli le cui diocesi erano sotto il dominio longobardo, contestando l'elezione di Candidiano perché estorta con la forza, si riunirono in un nuovo sinodo, questa volta in terra longobarda, ed elessero l'abate Giovanni. Questi dichiarò la propria fedeltà ai Tre Capitoli e quindi tutte le diocesi in territorio longobardo rimasero scismatiche. Fu scelta Aquileia come sede del Patriarcato scismatico.
Da questo momento e per i successivi novant'anni vi furono due distinti patriarchi di Aquileia: 
- uno scismatico tricapitolino, con sede ad Aquileia e con giurisdizione sulle diocesi del regno longobardo;
- uno ortodosso, con sede a Grado e con giurisdizione sulle diocesi appartenenti all'impero bizantino (tra cui quelle della laguna veneta).